# Lepidoblepharis xanthostigma
Lepidoblepharis xanthostigma — вид геконоподібних ящірок родини Sphaerodactylidae. Мешкає в Центральній і Південній Америці.

## Поширення і екологія
Lepidoblepharis xanthostigma мешкають на крайньому південному сході Нікарагуа, в Коста-Риці, Панамі та на півночі Колумбії, зокрема в міжандійських долинах. Вони живуть у вологих і сухих рівниних тропічних лісах та на плантаціях какао, серед опалого листя, під камінням та на стовбурах дерев.